# Hal Sutton
Hal Evan Sutton (født 28. april 1958 i Shreveport, Louisiana, USA) er en amerikansk golfspiller, der pr. juli 2008 står noteret for 14 sejre på PGA Touren. Hans bedste resultat i en Major-turnering er sin sejr ved US PGA Championship i 1983.
Sutton har 4 gange, i 1985, 1987, 1999 og 2002, repræsenteret det amerikanske hold ved Ryder Cuppen. I 2004 var han desuden med som kaptajn for amerikanerne.